# Martin Holm
Martin Holm (ur. 27 listopada 1976 w Sztokholmie, zm. 24 czerwca 2009 w Täby) – szwedzki kickbokser wagi ciężkiej, zawodnik K-1, mistrz świata WMC w boksie tajskim z 1999 roku.
W dzieciństwie trenował aikido i karate Shōtōkan. W wieku 14 lat rozpoczął trenować boks tajski. 4 lata później wywalczył swój pierwszy tytuł – Mistrzostwo Europy SIMTA. W 1999 roku został mistrzem świata World Muay Thai Council (WMC) w kat. 81 kg. W późniejszych latach walczył w kategorii ciężkiej. 
W 2002 roku zadebiutował w K-1. Pokonał m.in. Glaube Feitosę i Micheala McDonalda. Po porażce z Xhavitem Bajrami na gali K-1 WGP w Nagoi w czerwcu 2004 roku niespodziewanie zakończył sportową karierę. Nie wznowił jej, pomimo zapowiadanego od 2007 roku powrotu. W sumie w swojej karierze stoczył 69 walk, z czego 60 wygrał. 
24 czerwca 2009 roku powiesił się we własnym domu. Cierpiał na zaburzenia depresyjne.

## Osiągnięcia
- 1994 Zawodowy Mistrz Europy SIMTA w muay thai
- 1997 Amatorski Mistrz Świata WKA w kickboxingu
- 1998 Amatorski Mistrz Europy IAMTF w muay thai
- 1999 IFMA Kings Cup – 1. miejsce
- 1999 Zawodowy Mistrz Świata WMC w muay thai w kat. 81 kg